# August Fendler
August Fendler (Gussew, 10 de enero de 1813-Puerto España, 27 de noviembre de 1883) fue un botánico alemán.

## Vida y obra
August Fendler era hijo del cazador de marfil Mathias Fendler, que falleció cuando tenía apenas seis meses de vida. Dos años más tarde su madre se casó por segunda vez. A partir de ese segundo matrimonio tuvo un hermanastro. Y los dos medio-hermanos vivieron —al menos por algunos años— en EE. UU. y luego en Trinidad.
Recibió, a causa de sus relaciones familiares pobres, inicialmente una escolarización inadecuada, pero luego fue enviado a los doce años a la escuela, donde después de cuatro años, cuando los padres estaban de nuevo en dificultades financieras, Fendler fue retirado de la escuela. Luego trabajó como empleado municipal, pero su deseo era viajar a tierras lejanas. La oportunidad le llegó cuando un científico empleado, en un viaje de inspección debió suspenderlo pues entró en cuarentena por cólera, en la frontera oriental prusiana con Rusia. Esa epidemia de cólera había llegado en 1831 a Europa.
En el año 1834, estudió física en el Instituto Königlichen Gewerbe de Berlín. Fendler tuvo un estipendio de 300 táleros por tres años. A pesar del éxito en la escuela, pidió su renuncia, que le fue concedida.
En el otoño de 1835 emigró a través de Silesia y Sajonia a Fráncfort del Meno, a lo largo del Rin y finalmente a Bremen, donde se embarcó para Baltimore (Maryland) en la primavera de 1836.
Aterrizó en Baltimore con muy poco dinero. Por lo tanto, trabajó durante unos meses en Filadelfia, luego fue a las minas de carbón en Pensilvania, finalmente llegó a Nueva York a fines de 1836, sin dinero y sin amigos. Perdió su trabajo en una tienda de lámparas en 1838 después de la gran crisis económica de 1837. Fendler se dirigió a St. Louis (Misuri), donde finalmente llegó después de un viaje de 30 días.

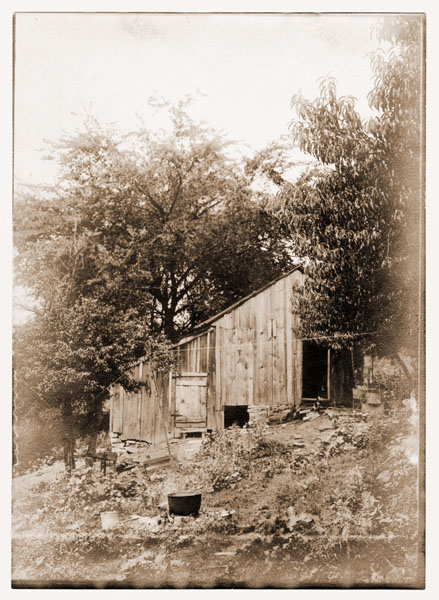
Fendlers Haus, en Allentown, enero de 1907

En St. Louis volvió a trabajar para un fabricante de lámparas de queroseno que abastecía a la ciudad, que entonces contaba con unos 13.000 habitantes. Sin embargo, los días de invierno eran demasiado fríos para él, razón por la cual se fue al sur en la Navidad de 1838. Con los vagones de vapor atascados debido al hielo, caminó por la senda del río Misisipi a través de Illinois, Kentucky y Tennessee hasta Nueva Orleans. En esa +época Texas era un tema de conversación en todas partes, por lo que Fendler decidió viajar en barco de vapor a Galveston, Texas, y llegó en enero de 1839. De allí se trasladó a Houston. Pero en Texas estalló la fiebre amarilla, que también afectó a Fendler. Decidió dejar Texas y regresó a Illinois a fines de 1839, donde trabajó brevemente como maestro. Después de un tiempo, tomó la decisión de convertirse en ermitaño en un desierto. Encontró lo que estaba buscando en la isla fluvial deshabitada de aproximadamente 4 km de largo Wolf's Island cerca del pequeño pueblo Wellington, en el río Misuri. Allí se instaló en una choza de leñador abandonada y vivió como un ermitaño, beneficiándose de la abundancia de vida silvestre en la isla. Sin embargo, después de medio año, la isla se inundó y se vio obligado a abandonar la isla, escapó por poco de ahogarse.

Así viajó el 11 de mayo de 1877 a Puerto España, en Trinidad, donde llegó el 3 de junio. Una vez más, recogió especímenes de plantas hasta que el 27 de noviembre de 1883, falleció.
No sólo estaba interesado en la botánica; durante sus años en Wilmington, tradujo a Goethe "Fausto“ al inglés. El manuscrito se conserva, sin embargo, pero nunca llegó a editarse.

## Eponimia
Géneros
- (Hydrangeaceae) Fendlera Engelm. & Gray[1]
- (Hydrangeaceae) Fendlerella (Greene) A.Heller[2]

Especies
- (Adiantaceae) Argyrochosma fendleri (Kunze) Windham[3]
- (Annonaceae) Annona fendleri (R.E.Fr.) H.Rainer[4]
- (Apiaceae) Tiedemannia fendleri J.M.Coult. & Rose[5]
- (Apocynaceae) Amblyanthera fendleri Müll.Arg.[6]
- (Araceae) Monstera fendleri Engl.[7]
- (Araliaceae) Dendropanax fendleri Seem.[8]
- (Asclepiadaceae) Funastrum fendleri Schltr.[9]
- (Asteraceae) Heteropleura fendleri (Sch.Bip.) Rydb.[10]
- (Blechnaceae) Spicanta fendleri (Hook.) Kuntze[10]
- (Selaginellaceae) Selaginella fendleri (Underw.) Hieron.[10]

## Algunas publicaciones
- Meteorology of Colonia Tovar. Venezuela 1857
- The Mechanism of the Universe. 1874